# Youssoufa Moukoko
Youssoufa Moukoko (Yaoundé, 20 november 2004) is een in Kameroen geboren Duitse voetballer die doorgaans als aanvaller speelt. Hij verruilde Borussia Dortmund in juli 2025 voor FC Kopenhagen. Moukoko debuteerde in 2022 in het Duits voetbalelftal.

## Jeugd
Moukoko werd geboren in Kameroen en verhuisde in 2014 naar Hamburg, waar zijn vader al woonde sinds 1997. Daar begon hij met voetballen bij St. Pauli. Twee jaar later vertrok hij naar Borussia Dortmund om daar in de jeugd te gaan spelen.

## Clubcarrieré

### Borussia Dortmund
Vanaf januari 2020 mocht hij meetrainen met het eerste elftal. Op zaterdag 21 november 2020 debuteerde Moukoko in de Bundesliga tegen Hertha BSC. Hij was toen zestien jaar en één dag oud en werd daarmee de jongste speler in de Bundesliga ooit. Het vorige record stond op naam van Nuri Şahin. Zijn eerste Bundesliga-goal scoorde hij tegen Union Berlin op 18 december 2020, en werd daarmee met zestien jaar en 28 dagen de jongste doelpuntenmaker in de geschiedenis van de Bundesliga. Dit seizoen speelde Moukoko 15 wedstrijden, waarin hij 3 keer scoorde.

#### Seizoen 2021/22
In het seizoen 2021-2022 stond Moukoko ook onder de nieuwe hoofdcoach Marco Rose in de spitshiërarchie achter Haaland, Donyell Malen en soms Steffen Tigges. Na negen wedstrijden voor het eerste elftal, waarin de aanvaller een doelpunt voorbereidde speelde Moukoko voor het eerst in eind november voor het tweede elftal van Borussia Dortmund. Moukoko speelde 16 Bundesliga-wedstrijden en scoorde 2 doelpunten. Hij won ook de DFB-Pokal met de club, zijn eerste titel in het profvoetbal, in januari 2024 werd het contract van Moukoko verlengt tot 2026.

##### Seizoen 2023/24
Met de start van het seizoen 2022-2023 werd Moukoko vaker ingezet na het vertrek van Haaland en Tigges, evenals de ziekte van de nieuw aangetrokken Haaland-vervanger, Sébastien Haller. Hij scoorde zijn eerste doelpunt van het seizoen tegen SC Freiburg deze wedstrijd werd met 3-1 gewonnen.

#### OGC Nice
Op 24 augustus 2024 werd bekend dat Moukoko voor de rest van het seizoen verhuurd zou worden aan OGC Nice. Op 14 september 2024 maakte Moukoko zijn debuut voor deze club, tegen Olympique de Marseille. Deze wedstrijd werd met 2-0 verloren.

## Clubstatistieken
| Seizoen     | Club              | Competitie  | Competitie | Competitie | Competitie | Beker | Beker | Beker | Internationaal | Internationaal | Internationaal | Totaal | Totaal | Totaal |
| Seizoen     | Club              | Competitie  | Wed.       | Dlp.       | Ass.       | Wed.  | Dlp.  | Ass.  | Wed.           | Dlp.           | Ass.           | Wed.   | Dlp.   | Ass.   |
| ----------- | ----------------- | ----------- | ---------- | ---------- | ---------- | ----- | ----- | ----- | -------------- | -------------- | -------------- | ------ | ------ | ------ |
| 2020/21     | Borussia Dortmund | Bundesliga  | 14         | 3          | 0          | 0     | 0     | 0     | 1              | 0              | 0              | 15     | 3      | 0      |
| 2021/22     | Borussia Dortmund | Bundesliga  | 16         | 2          | 2          | 3     | 0     | 0     | 3              | 0              | 0              | 22     | 2      | 2      |
| 2022/23     | Borussia Dortmund | Bundesliga  | 11         | 4          | 4          | 2     | 0     | 1     | 5              | 0              | 1              | 18     | 4      | 6      |
| Club Totaal | Club Totaal       | Club Totaal | 41         | 9          | 6          | 5     | 0     | 1     | 9              | 0              | 1              | 55     | 9      | 8      |
| Totaal      | Totaal            | Totaal      | 41         | 9          | 6          | 5     | 0     | 1     | 9              | 0              | 1              | 55     | 9      | 8      |

Bijgewerkt t/m 14 april 2021 

## Interlandcarrieré
Op 16 november debuteerde Moukoko namens het Duitse Voetbalelftal tegen Oman, deze wedstrijd werd met 1-0 gewonnen. Op het WK voetbal 2022 in Qatar speelde Moukoko in de wedstrijd tegen Japan zijn eerste wedstrijd in het Duitse elftal.

## Erelijst
| DFB-Pokal | 1x | 2020/21 |